# René Féger
René Féger (né le 8 avril 1904 à Maisons-Laffitte et mort le 30 août 1943) est un athlète français, spécialiste des épreuves de sprint.
Il participe aux Jeux olympiques d'été de 1928 à Amsterdam. Demi-finaliste sur 400 m et éliminé dès les séries du 800 m, il se classe 6e de la finale du relais 4 x 400 mètres en compagnie de Georges Krotoff, Joseph Jackson et Georges Dupont.
Il est sacré champion de France du 400 m en 1927, 1928 et 1930. 
En 1928, il établit un nouveau record de France du 400 m en 48 s 8. Il améliore celui du 4 × 400 m en 1930.